# Moravče
Moravče este o localitate din comuna Moravče, Slovenia, cu o populație de 846 de locuitori.